# Byron, Maine
Byron är en kommun (town) i Oxford County i Maine. Vid 2010 års folkräkning hade Byron 145 invånare.